# Устиново (Челябінська область)
Устиново (рос. Устиново) — село, підпорядковане місту Міас Челябінської області Російської Федерації.
Населення становить 587 осіб (2010).

## Історія
Згідно із законом від 26 серпня 2004 року органом місцевого самоврядування є Міаський міський округ.

## Населення
| 2002 | 2010 |
| ---- | ---- |
| 657  | ↘587 |